# 勒东区
勒东区（法語：Arrondissement de Redon）是法国伊勒-维莱讷省所辖的一个区。总面积1302.6平方公里，总人口102871，人口密度79人/平方公里（2017年）。主要城镇为勒东。

## 辖区
勒东区辖有50个市镇。